# زایلین

ساختار ایزومری: اورتو-زایلین، ام-زایلین، و پارا-زایلین

زایلین (به انگلیسی: Xylene) یا دی‌مِتیل بِنزِن عبارتی است که در مورد مخلوط سه ایزومر زایلین یعنی اورتو-زایلین، متا-زایلین و پارا-زایلین استفاده می‌شود. از عمده کاربردهای این مخلوط به عنوان حلال در صنایع مختلف است.

#### خطرات زایلین
کار کردن با زایلین مخلوط بدون رعایت نکات ایمنی تبعات و آسیب‌هایی فیزیکی را همچون سوزش بینی، گلو و گوش، سردرد، عدم هماهنگی عضلات، سرگیجه، تداخل در سیستم تنفسی و ریه‌ها، افزایش دمای بدن، رعشه، سرگیجه، تأخیر در عکس‌العمل به محرک‌های بصری، عوارض قلبی و در مواردی باعث ایجاد سرطان می‌شود.

## پیشینه
شیمیدان فرانسوی آگوسته کاهورس زایلن را کشف کرد. وی دی متیل بنزن را از قطرات چوب پس از تقطیر کشف و ثبت نمود. این نام برگرفته از همین موضوع می‌باشد.
وی نام این مولکول هیدروکربنی(آلی) را زایلین نهاد زیرا در زبان یونانی «زیلون(به یونانی: ξύλον)»  به معنی «چوب» می باشد

## انواع زایلین
این ماده شیمیایی (xylene)، بر اساس این که کدام اتم کربن به گروه متیل متصل شده است، نامگذاری می‌شود. این ایزومرها دارای خواص فیزیکی و شیمیایی مختلف از جمله قطبیت و اسیدیته هستند. این ایزومرها شامل موارد زیر می‌باشد: 
- *متا زایلن (meta-xylene) (MX)
- *پارا زایلن (para-xylene) (PX)
- *اورتو زایلن (ortho-xylene) (OX)
- *اتیل بنزن (ethyl benzene) در اتیل بنزن یک اتم هیدروژن نسب به دیگر گونه های زایلین کمتر است

## ویژگی و خواص
P-xylene به شکل مایع آبکی بی‌رنگ و بوی شیرین در محیط ظاهر می‌شود. کمتر از آب متراکم است. نامحلول در آب و بخار آن تحریک کننده است. نقطه انجماد و جرم مولکولی آن به ترتیب ۵۶ درجه فارنهایت و ۱۰۶٫۱۶ گرم بر مول است.